# ФК Чезена
ФК Чезена (итал. Associazione Calcio Cesena) је фудбалски клуб из истоименог града Чезена који се налази у италијанској покрајини Емилија-Ромања. Клуб је основан 1940. и тренутно наступа у Серији Ц. Боје клуба су црна и бела.

## Историја
Основан 1940, Чезена улази у Серију Б 1968, док у Серији А први пут наступа 1973. У сезони 1975/76. Чезена је све изненадила, освојивши 6. место у првенству и пласман у Куп УЕФА. Међутим, клуб је следеће године испао у нижи ранг такмичења.
Други пут клуб улази у Серију А 1981. и ту сезону завршава на респектабилном 10. месту. 1983. испадају у другу лигу где бораве следеће 4 године. У сезони 1987/88. враћају се у Серију А након победе у плеј-офу. У прволигашком друштву Чезена је била следеће 4 године, а једини циљ им је био не испасти из лиге.
1991. клуб испада из лиге, док је једину конкретну прилику за повратак у елитни разред имала 1994. 1997 Чезена испада у трећу лигу.
Након дужег боравка у трећој лиги, Чезена се с временом пласира у другу лигу, док се у сезони 2005/06. појављује као кандидат за пласман у Серију А. Наиме, освојеним 6. местом у другој лиги Чезена је изборила плеј-оф доигравање, али је изгубила и следеће сезоне за длаку је избегла поновно испадање у трећу лигу, док у сезони 2007/08. испадају у Серију Ц1. Током те сезоне, Чезена се брзо појављује као главни кандидат за директни пласман у Серију Б и осваја 1. место. Одличним резултатима у сезони 2009/10., Чезена се поново пласирала у Серију А. У сезони 2011/12. Чезена је заузела 15. место, али је у сезони 2011/12. заузела последње 20. место и тако испала из Серије А.

## Успеси
- Серија Б
  - Вицепрвак (1): 2009/10.

## ФК Чезена у европским такмичењима
| Сезона   | Такмичење | Коло    |                 | Клуб      | Резултат |
| -------- | --------- | ------- | --------------- | --------- | -------- |
| 1976/77. | УЕФА куп  | 1. коло | Источна Немачка | Магдебург | 0:3, 3:1 |